# Acalypha warburgii
Acalypha warburgii é uma espécie de flor do gênero Acalypha, pertencente à família Euphorbiaceae.